# Madone Trivulzio
La Madone Trivulzio (en italien : Madonna Trivulzio ou Madonna dell'Umiltà con angeli e santi carmelitani) est une peinture à tempera et fond or sur bois réalisée par Fra Filippo Lippi entre 1429 et 1432. Elle fut ensuite transférée sur toile et elle est aujourd'hui conservée à la pinacothèque du château des Sforza à Milan.

## Description
Représenté au centre, la Vierge à l'Enfant est assise au sol : c'est au sens de l'iconographie chrétienne, une Vierge d'humilité.

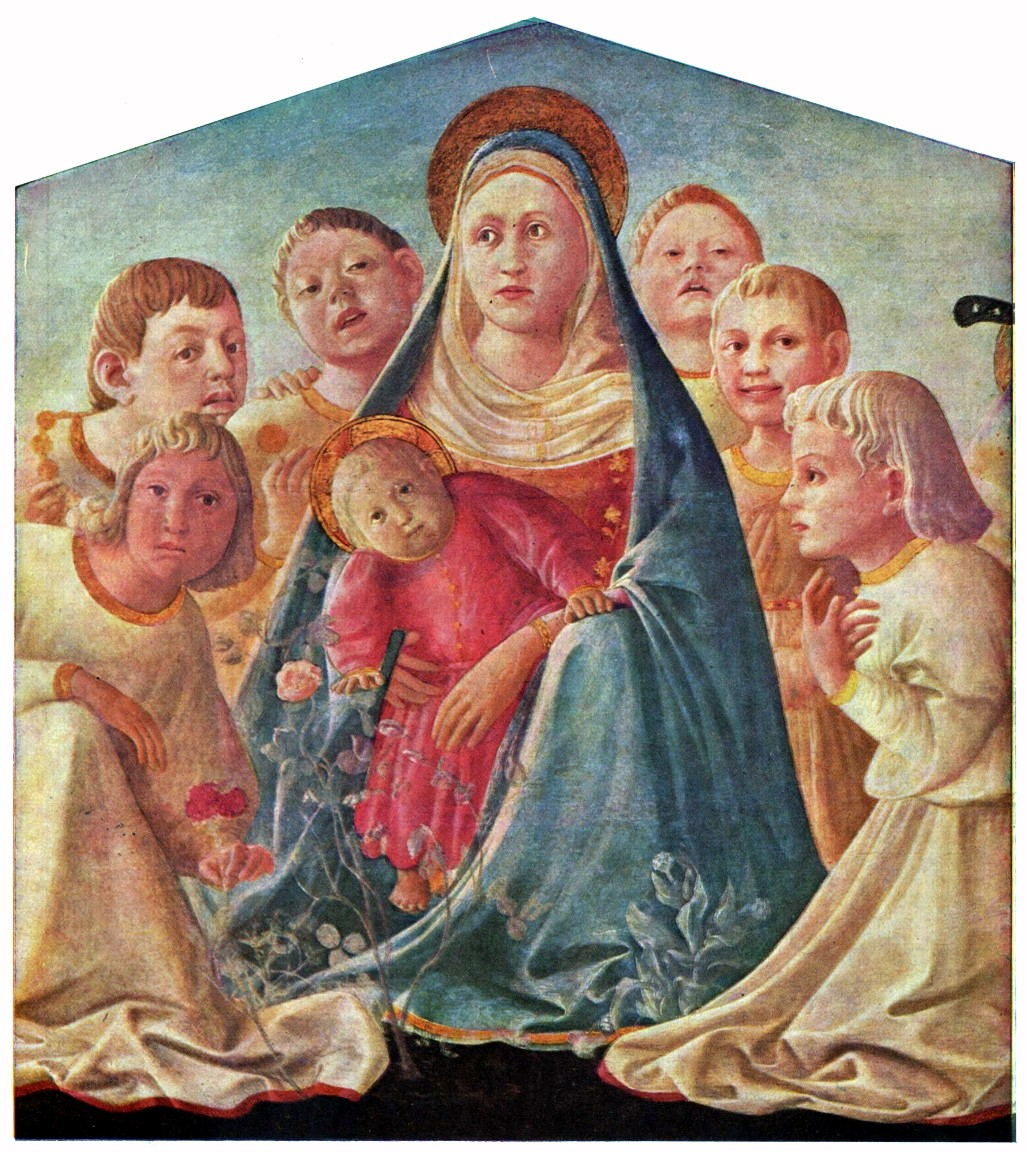
Vierge d'humilité.
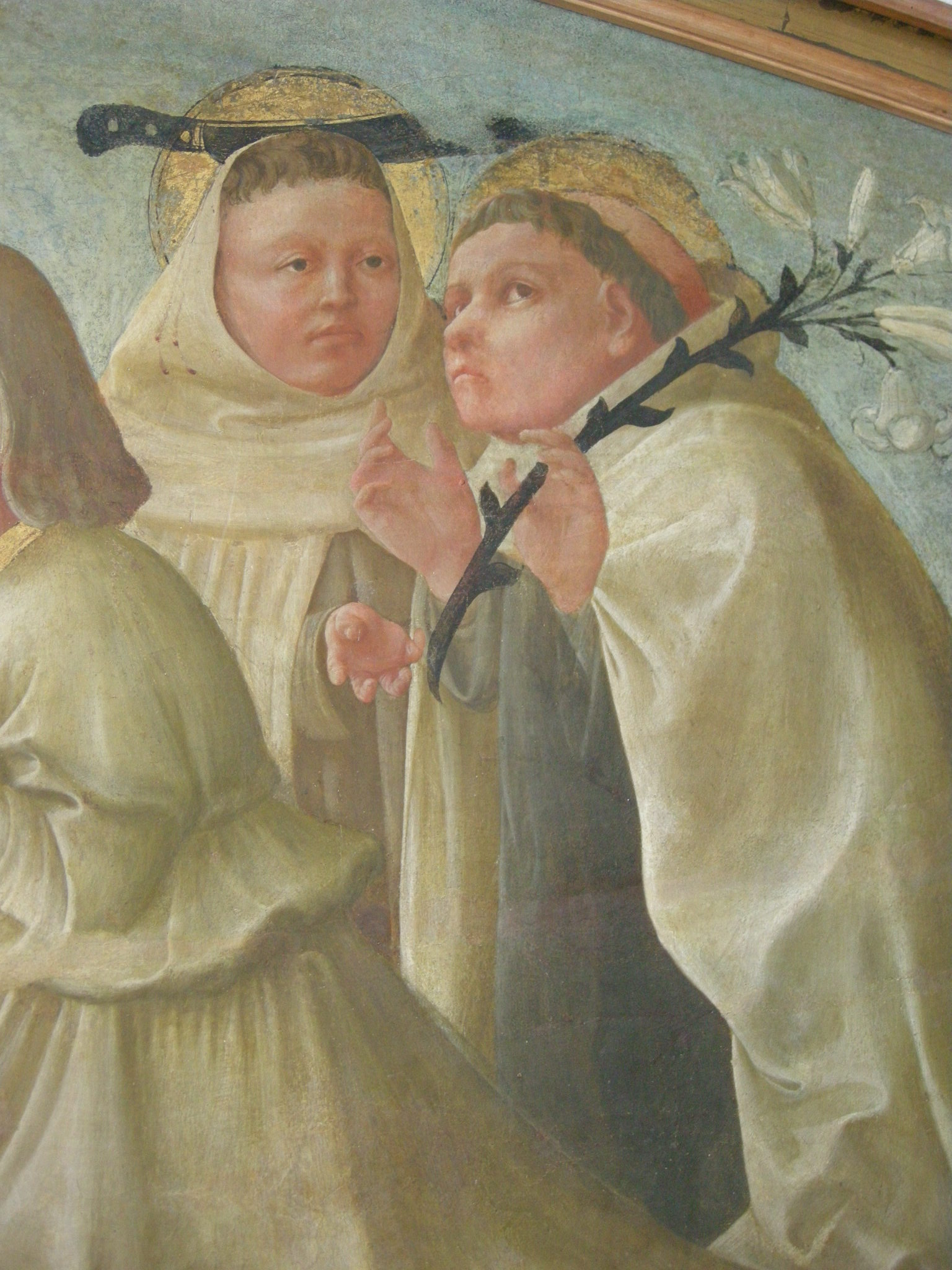
Saint Pierre martyr.